# Ступиниджи

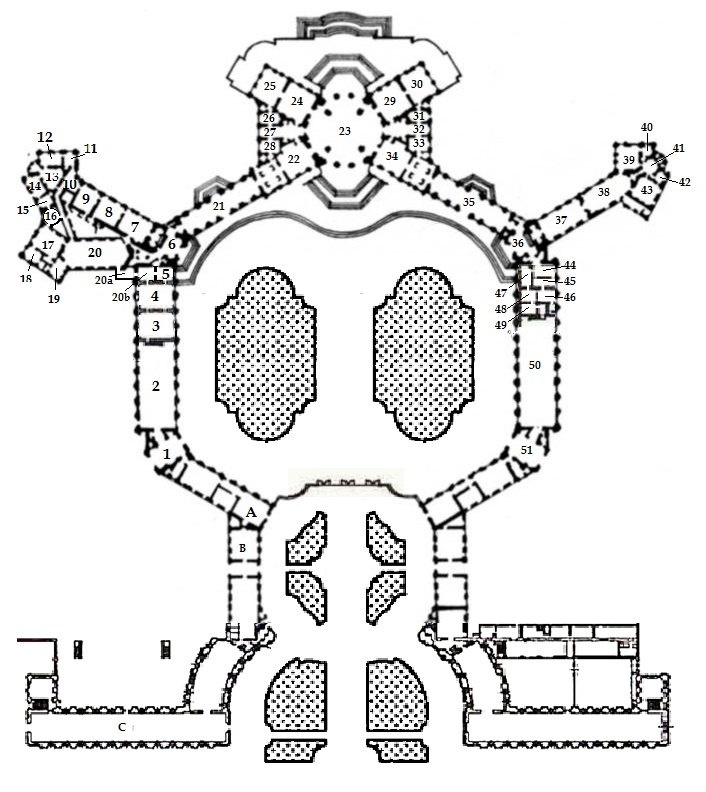
План дворца Ступиниджи:
1 Ingresso
2 Galleria dei ritratti
3 Antibiblioteca
4 Biblioteca
5 Saletta di passaggio
Appartamento del duca di Chiablese
6 Atrio d’ingresso
7 Anticamera
8 Salotto
9 Camera da letto
10 Gabinetto
11 Saletta del pregadio
12 Sala del Bonzanigo
13 Sala delle prospettive
14-15 Sale cinesi
16 Sala esagonale
17 Camera da letto
18 Salotto degli specchi
19 Gabinetto di Paolina Borghese
20 Sala da gioco
20a Saletta di passaggio
20b Sala delle guardarobe
Appartamento del re
21 Galleria del levante
22 Sala degli scudieri
23 Salone centrale
24 Anticamera
25 Camera da letto
26 Sala di toeletta
27 Galleria
Appartamento della regina
29 Anticamera
30 Camera da letto
31 Sala da toeletta
32 Galleria
34 Cappella di Sant’Uberto
Appartamenti del duca di Savoia
35 Galleria di ponente
36 Atrio d’ingresso
37 Prima anticamera
38 Seconda anticamera
39 Camera da letto della duchessa
40-41-42 Salotti
43 Camera da letto del duca
Appartamento del principe di Carignano
44-45-46-47 Salotti
48 Salotto rosso
49 Salotto verde
50 Galleria
51 Atrio di passaggio
Depandances
A Ingresso al complesso
B Guard’arnesi
C Orangèrie

Ступиниджи, официально Охотничья резиденция Ступиниджи (итал. La Palazzina di Сaccia di Stupinigi), — загородная резиденция правящей династии Савойского дома в одноимённом предместье города Никелино (10 км юго-западнее Турина). В числе других резиденций Савойской династии в Пьемонте с 1997 года находится под охраной ЮНЕСКО как памятник Всемирного наследия.
В настоящее время музей. В 2016 году музей посетили 115 000 человек.

## История
В Средние века на этой территории находился небольшой замок, сохранивший название древнеримского поселения Suppunicum (позднее Stupunico, Suppunigo, или Stupinigi), который был построен с целью защиты города Монкальери, владения герцогов Савойи-Акаджа (Savoia-Acaja), младшей ветви правящей династии Пьемонта. В 1418 году замок стал владением герцога Амедео VIII Савойского. В XVI веке охотничьи угодья в Ступиниджи принадлежали маркизам из рода Паллавичино. Король Сицилии и Сардинии Витторио-Амедео II Савойский поручил архитектору Филиппо Юварре выстроить в Ступиниджи охотничий домик для пребывания двора во время выездов короля на охоту. Строительство началось в 1729 году и закончилось в 1731 году, но оформление интерьеров продолжалось с перерывами в 1735—1737 годах. Над отделкой внутренних покоев работали мастера из Венеции. В 1740 году были пристроены два боковых корпуса, в которых вдоль дороги, усаженной деревьями, разместились конюшни и сельскохозяйственные дома.
Дворец Ступиниджи использовался для проведения увеселительных мероприятий, свадебных празднеств и приёмов важных гостей.
Большое значение имел праздник 1773 года по поводу бракосочетания Марии Терезии Савойской и графа д’Артуа (будущего короля Франции Карла X). Во дворце Ступиниджи гостили: император Иосиф II (1769), великий князь Павел Петрович (будущий российский император Павел I) с супругой Марией Фёдоровной (1782), король Неаполя Фердинанд I Бурбонский с супругой Каролиной (1785).
В 1805 году в Ступиниджи по дороге в Милан останавливался Наполеон Бонапарт. В 1808 году, на короткое время, во дворце гостила Паолина Бонапарт со своим мужем, принцем Камилло Боргезе, в то время генерал-губернатором Пьемонта. Дворец прославился и тем, что в нём в XIX в. содержали индийского слона (подарок правителям Савойи), чьё изображение стало своеобразной эмблемой дворца.
В 1832 году здание снова стало собственностью королевской семьи, а 12 апреля 1842 года в нём состоялось празднование бракосочетания Витторио Эмануэле II, будущего первого короля Италии, и австрийской принцессы Марии Аделаиды Габсбург-Лотарингской.
С 1919 года в здании Ступиниджи размещался Музей искусства и мебели, в котором собраны многие предметы мебели из резиденций Савойи, а также другие предметы, принадлежавшие итальянским дворам до объединения Италии. На изначальное предназначение здания указывает скульптура оленя на куполе центрального корпуса.

## Архитектура
План здания сравнивают с фигурой типа косого, «андреевского креста». Основные помещения расположены вдоль одной продольной оси. «Сердце» здания — овальный двусветный зал с типично барочными «вогнуто-выпуклыми» балконами, увенчанный статуей Оленя, работа скульптора Франческо Ладатте. Перед главным входом — большой восьмиугольный двор.
Свод центрального зала в 1731 году украсила фреска работы болонских художников, братьев Джузеппе и Доменико Валериани, изображающая «Триумф Дианы», древнеримской богини охоты, показанной между облаками, в небесной колеснице, нависающей над полями и лесами. Вокруг, в медальонах: путти с трофеями охоты, дичью, гирляндами цветов, в окружении нимф и лесных гениев.
Большая часть интерьеров выполнена в стиле итальянского рококо с использованием дорогих материалов: лаки, фарфор, золоченая лепнина, зеркала. В 1739—1742 годах отдельные комнаты расписывал Джузеппе Ногари, другие оформлены Джузеппе и Доменико Валериани, Гаэтано Перего, Витторио Амедео Чиньяроли, Джованни Баттиста Крозато, Карло Андреа Ван Лоо и венским художником Кристаном Верлином. Комнаты занимают площадь около 31000 м²; 14000 отведено прилегающим зданиям, 150 000 занимают парк и цветники. Всего в «охотничьем домике» 137 комнат и 17 галерей.
Среди уникальной мебели, сделанной специально для этого дворца, стоит отметить мебель работы выдающихся мастеров: Джузеппе Мария Бонзаниго, Пьетро Пиффетти и Луиджи Принотто.

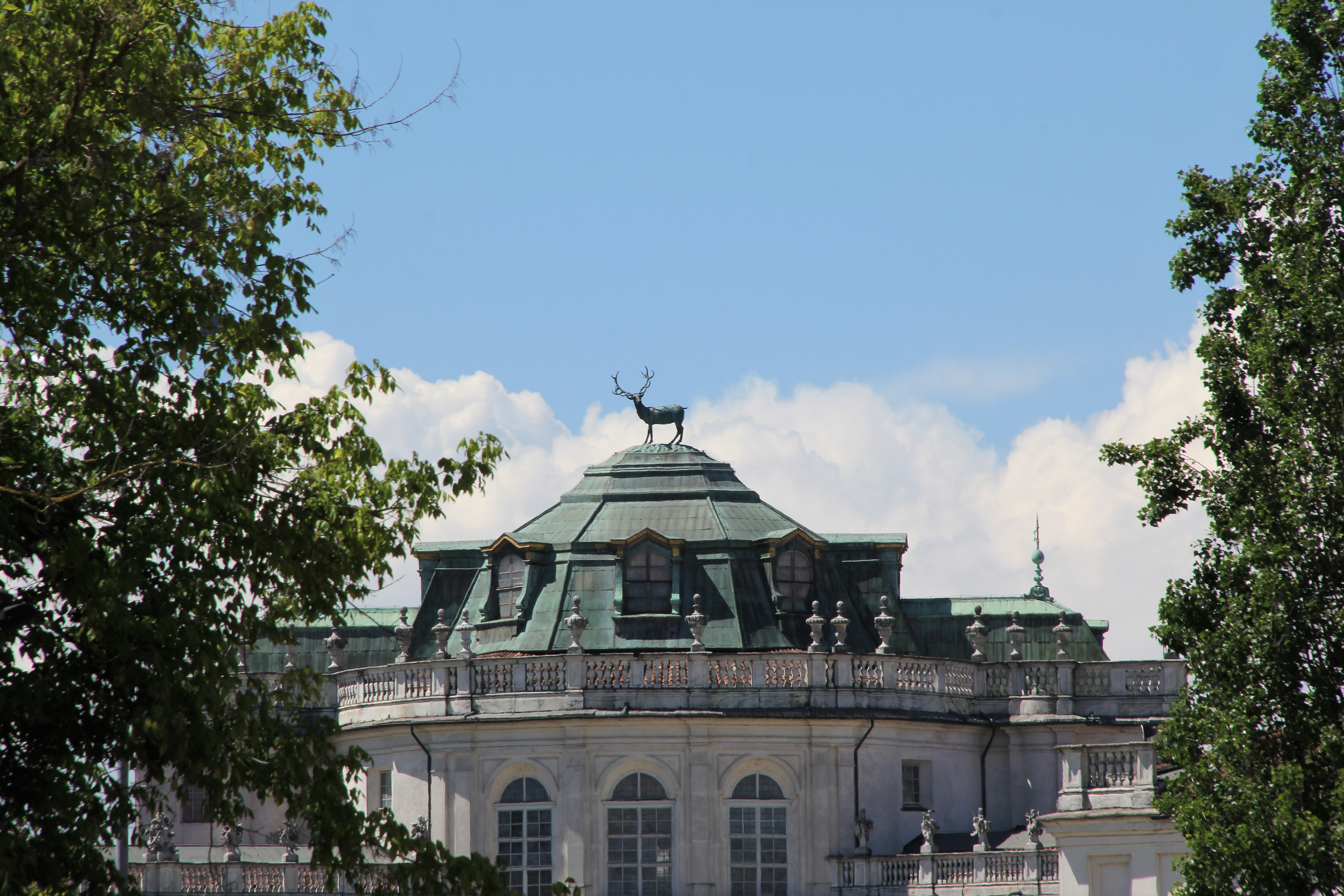
Главный корпус дворца Ступиниджи
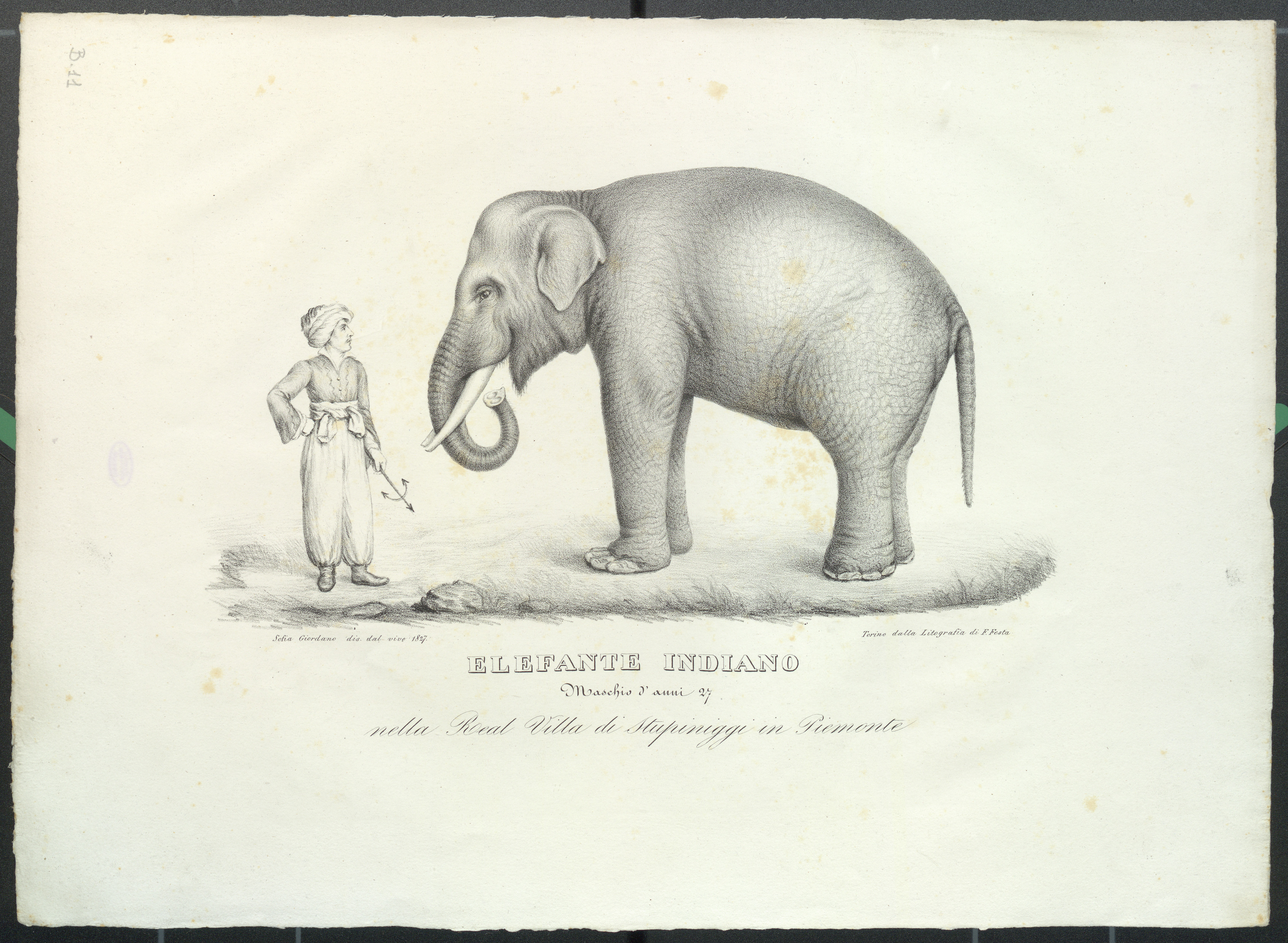
«Слон Ступиниджи». Рисунок 1827 г.
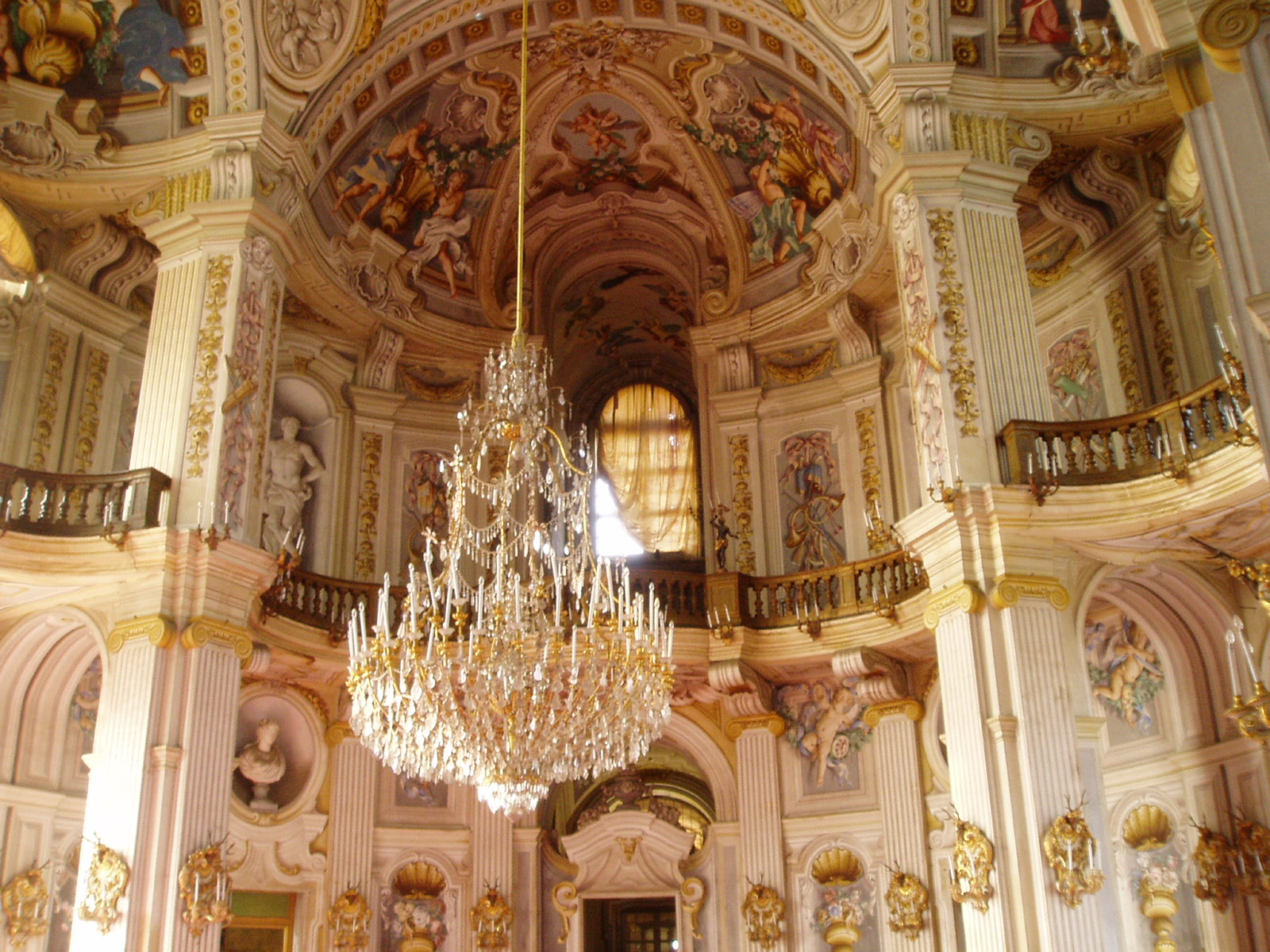
Центральный зал
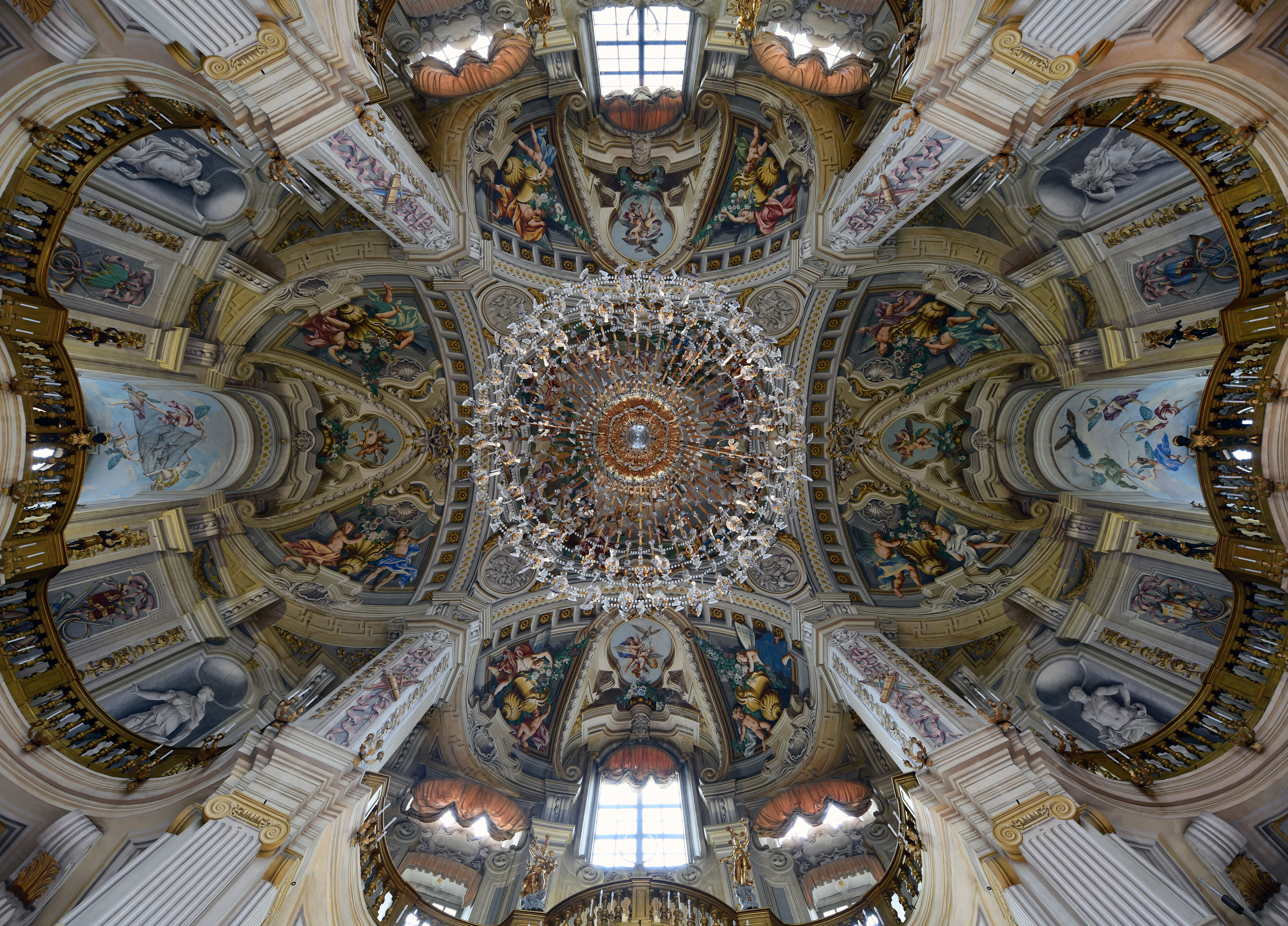
Потолок центрального зала
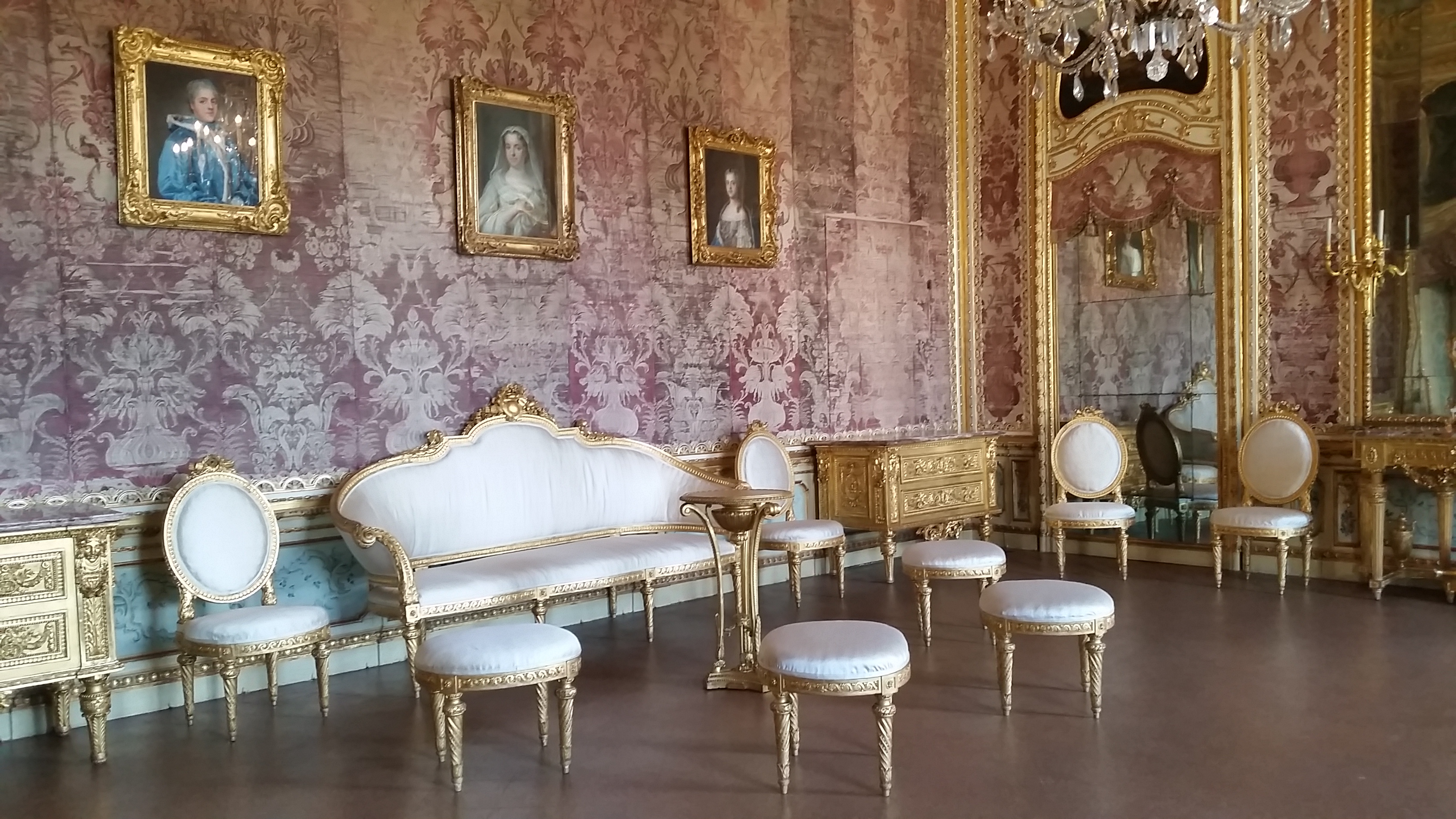
Гостиная